# Székesfehérvár
Székesfehérvár er en by i det centrale Ungarn. Byen, der har 96.024(2024)indbyggere, er hovedstad i provinsen Fejér. Det er den 9. største by i Ungarn.
I Middelalderen var Székesfehérvár residens for den daværende ungarske kongefamilie.